# Teatr w Bełżycach
Teatr w Bełżycach – teatr w Bełżycach.

## Działania teatralne przed II wojną światową
Pierwsze udokumentowane pokazy teatralne w Bełżycach miały miejsce w wybudowanej w 1913 r. remizie Ochotniczej Straży Pożarnej oraz w latach 20. XX wieku w domu parafialnym przez działające w parafii Katolickie Stowarzyszenie Młodzieży Męskiej i Katolickie Stowarzyszenie Młodzieży Żeńskiej. Prezentowano głównie sztuki o tematyce religijnej – „Jasełka”, „Herody”, przedstawienia „Męki Pańskiej” czy „Betlejem polskie” według dramatu Lucjana Rydla. W latach 30. bardzo aktywna grupa teatralna była prowadzona przez wikariusza parafii, ks. Longina Ziarka.

## Teatr „Bełżyce”
Teatr był pierwszą formą odrodzonego życia kulturalnego w Bełżycach po wyzwoleniu w lipcu 1944 roku. Z inicjatywy przedstawicielki Rady Głównej Opiekuńczej – pani Trelewicz – oraz Stanisława Tarczyńskiego, wystawiono spektakl “Prządka pod krzyżem”, z którego dochód przeznaczono na zakup żywności dla uchodźców oraz sztukę pt. “Gwiazda północy”. Kolejne nowe spektakle “Dla, Chrystusa” i “Łobzowianie”, przygotował Stanisław Tarczyński, który zagrożony aresztowaniem przez Urząd Bezpieczeństwa musiał wyjechać z Bełżyc w związku z czym teatr zaprzestał działalności.
W 1954 roku bełżycka Ochotnicza Straż Pożarna rozpoczęła budowę nowej strażnicy i zwróciła się do Stanisława Tarczyńskiego (który po śmierci Stalina mógł już wrócić do Bełżyc) o zorganizowanie spektaklu teatralnego, z którego zysk wsparłby budowę strażackiego domu. Tak powstał przy OSP Teatr “Bełżyce” prowadzony przez Stanisława Tarczyńskiego i działający do 1962 roku (tj. do chwili otwarcia Powiatowego Domu Kultury). Pierwszym przedstawieniem Teatru „Bełżyce” był „Pan Jowialski”. W kolejnych spektaklach teatr prezentował bełżyckiej publiczności m.in. utwory Al. Fredry i M. Bałuckiego. Za pieniądze uzyskane ze sprzedaży biletów teatr zakupił strażakom metalowe belki potrzebne do budowy nowej strażnicy.

## Teatr przy parafii
Działalność teatralna parafii zamarła na kilka lat okresu stalinowskiego. Po Październiku 1956 reaktywowany został zespół teatru amatorskiego, który w 1958 r. wystawił “Jasełka”, a w 1959 r. “Misterium Męki Pańskiej”. W latach 60. i 70. działania teatralne ponownie uległy wygaszeniu W latach 1978–1979 ks. Tadeusz Stolz wystawił w kościele „Mękę Pańską” (grupa aktorów dorosłych) oraz „Betlejem polskie” Lucjana Rydla (grupa młodzieżowa). Ożywienie działalności teatralnej nastąpiło wraz z objęciem parafii przez ks. Czesława Przecha. W 1980 r. wystawił sztukę „Panorama wieków” wg autorskiego scenariusza oraz „Gość oczekiwany” Zofii Kossak-Szczuckiej.
27.09.1998 r. wznowiona została działalność Katolickiego Stowarzyszenia Młodzieży w Bełżycach, a parafialne działania teatralne przyjęły formę zorganizowaną w postaci funkcjonującego przy KSM Teatru „Logos” (wcześniej Teatr „Też Nasz”), kierowanego przez ks. Czesława Przecha.

## Teatr „Nasz”
W 1987 z inicjatywy nauczycielki miejscowego liceum Ireny Kawy i animatora kultury Józefa Kasprzaka utworzony został Amatorski Zespół Teatralny, który od 1990 działa pod nazwą Teatr „Nasz”. W lutym 1988 r. wystawił on na deskach Miejskiego Domu Kultury „Skąpca” Moliera oraz w maju 1988 r. „Moralność Pani Dulskiej” Gabrieli Zapolskiej.
Przedstawienia przygotowane przez Teatr „Nasz”:
- Królowa śniegu wg H. Ch. Andersena – premiera – styczeń 1988 r.
- Skąpiec Moliera – premiera – luty 1988 r.
- Moralność pani Dulskiej G. Zapolskiej – premiera – maj 1988 r.
- Żołnierz i królewna Z. Niemczykowskiego – premiera – czerwiec 1988 r.
- Egzamin na królewnę B. Eysmonth – premiera – styczeń 1989 r.
- Jak Wojtek Muzykant odwiedził piekło M. Siedmiograj – premiera – kwiecień 1989 r.
- Szata wg L. Douglasa – premiera – luty 1990 r.
- Dary czterech wróżek – premiera – marzec 1990 r.
- Skrzydełka J. Jokiel – premiera – czerwiec 1990 r.
- Mandat wg N. Erdmana – premiera – grudzień 1990 r.
- Pokutnik z Osjaku wg R. Brandstaettera – premiera – luty 1991 r.
- Vita nostra J. Kasprzaka – premiera – czerwiec 1991 r.
- Ostatnia noc Sokratesa S. Canewa – premiera – grudzień 1991 r.
- Dziewiąty sprawiedliwy J. Jurandota – premiera – marzec 1992 r.
- Śmierć na gruszy W. Wandurskiego – premiera – listopad 1992 r.
- Na pełnym morzu S. Mrożka – premiera – luty 1993 r.
- Wyspa A. Fugarda, J. Kaniego, W. Nthsony – premiera – luty 1993 r.
- Styks wg Z. Nienackiego – premiera – styczeń 1994 r.
- Czapa J. Krasińskiego – premiera – maj 1994 r.
- Ostatnia bezludna wyspa M. Wrońskiego – premiera – styczeń 1995 r.
- Izaak J. Kasprzaka – premiera – kwiecień 1995 r.
- Tacy sami J. Kasprzaka – premiera – listopad 1995 r.
- Trucizna teatru R. Sirery – premiera – luty 1996 r.
- Dzieci Gniewu wg R. Brandstaettera – premiera – marzec 1996 r.
- Polowanie na lisa S. Mrożka – premiera – kwiecień 1996 r.
- Poobiednie igraszki R. Mahieu – premiera – kwiecień 1997 r.
- Pchła szachrajka wg J. Brzechwy – premiera – czerwiec 1997 r.
- Stajnia Augiasza wg F. Dürrenmatta – premiera – luty 1998 r.
- Ręce na Golgocie J. Kasprzaka – premiera – marzec 1998 r.
- Dziwne dziecko – premiera – czerwiec 1998 r.
- Dziady część II A. Mickiewicza – premiera – listopad 1999 r.
- Kynolog w rozterce S. Mrożka – premiera – marzec 2000 r.
- Obłędny kop D. Szauer – premiera – grudzień 2000 r.
- Serenada S. Mrożka – premiera – marzec 2001 r.
- Igraszki z diabłem J. Drdy – premiera – luty 2002 r.
- Uszkodzone posągi wg R. Mahieu, I. Krasickiego, J. Kasprzaka – premiera – luty 2003 r.
- Ten trzeci J. Wasylkowskiego – premiera – marzec 2003 r.
- Krzesło wg K. Bizia – premiera – czerwiec 2004 r.
- Dobro i zło J. Kasprzaka – premiera – marzec 2005 r.
- Kościelny M. Sorescu – premiera – październik 2005 r.
- Dzień gniewu R. Brandstaettera – premiera – luty 2006 r.

## Wydarzenia teatralne

### Scena Dramatyczna
Od 1992 r. z inicjatywy Teatru „Nasz” odbywają się w Bełżycach ogólnopolskie spotkanie teatralne Scena Dramatyczna. Współorganizatorami są: Miejski Ośrodek Kultury i Towarzystwo Przyjaciół Teatru w Bełżycach oraz Wojewódzki Ośrodek Kultury w Lublinie. Festiwal nie zamyka się na żadną z form teatralnych – można tam zobaczyć grupy obrzędowe, teatr wiejski, tradycyjną grupę amatorską grającą na wzór teatru zawodowego, teatr tańca, pantomimę czy plastyczne widowisko plenerowe. W ramach festiwalu odbywają się warsztaty prowadzone przez znanych i doświadczonych aktorów czy instruktorów teatralnych.
Wybrani artyści występujący na „Scenie Dramatycznej”:
- Teatr Konsekwentny
- „Panopticum” Mieczysława Wojtasa
- Teatr Desiderium z Łodzi
- Teatr K-3 z Białegostoku
- Teatr Krzyk z Maszewa
- Teatr Terminus a Quo z Nowej Soli
- Lubelski Teatr Tańca
- przemyski teatr „Fredreum”
- Teatr im. Stefana Jaracza z Otwocka
- polskie teatry amatorskie ze Lwowa i Wilna
- Anna Chodakowska
- Emilia Krakowska

### Rzeczpospolita B.
W 2020 r. Stowarzyszenie Artystów Bliski Wschód we współpracy z Gminą Bełżyce zorganizowało pierwszą edycję festiwalu Rzeczpospolita B. Partnerami projektu są Miejski Dom Kultury w Bełżycach i Fundacja Zamek Bełżyce.